# التفاني الحديث
يُشير مُصطلح ديفوتيو موديرنا (باللاتينية: Modern Devotion) إلى التفاني والعبادة والإخلاص الحديث، وهي حركة لإصلاح الدين تدعو إلى تجديد رسالي عبر إعادة اكتشاف المُمارسات التقية الحقيقية مثل التواضع والطاعة وبساطة الحياة والاندماج في المُجتمع. بدأت الحركة في أواخر القرن الرابع عشر بفضل أعمال جيرت جروت، وازدهرت في البلدان المنخفضة وألمانيا في القرن الخامس عشر، إلا أنها انتهت مع الإصلاح البروتستانتي. وتُعرف اليوم بشكل أكبر من خلال تأثيرها على توما الكمبيسي، مُؤلف كتاب الاقتداء بالمسيح، وهو كتاب ذو أثر كبير امتد لقرون.
آمنت هذه الحركة إلى حد كبير بتقشف المسيحيين على كل المستويات، بداية من الكهنة وصولًا إلى العلمانيين، وكان الكثيرون من أتباع هذه الحركة ينظرون بعين الاستهجان إلى بعض الأشياء مثل الاحتفالات التي تُديرها الكنيسة في مُناسبات مُعينة.